# Love It to Death
| Recensione                | Giudizio |
| ------------------------- | -------- |
| Rolling Stone Album Guide | [ 1 ]    |

Love It to Death è il terzo album degli Alice Cooper, pubblicato nel 1971 dalla Straight Records.

## Il disco
Questo album accosta le sonorità psichedeliche dei precedenti Pretties for You e Easy Action, usciti sotto l'egida zappiana rispettivamente nel 1969 e nel 1970 e passati inosservati, per dedicarsi all'hard rock che contraddistinguerà in seguito lo stile del cantautore statunitense ma anche al glam-decadente come nel brano Ballad of Dwight Fry.
Il successo di "Love It to Death" viene trainato dal singolo I'm Eighteen, che diverrà una delle hit di maggior successo di Alice Cooper.
Altri brani celebri dell'album sono Is It My Body e la lunga Black Juju.
Nel 2003, la rivista Rolling Stone ha inserito l'album alla posizione 460 nella lista I 500 migliori album secondo Rolling Stone.

## Tracce
1. Caught in a Dream (Michael Bruce) – 3:10
2. I'm Eighteen (Alice Cooper, Glen Buxton, Bruce, Dennis Dunaway, Neal Smith) – 3:00
3. Long Way to Go (Bruce) – 3:04
4. Black Juju (Dunaway) – 9:09
5. Is It My Body (Cooper, Buxton, Bruce, Dunaway, Smith) – 2:39
6. Hallowed Be My Name (Smith) – 2:29
7. Second Coming (Cooper) – 3:04
8. Ballad of Dwight Fry (Cooper, Bruce) – 6:33
9. Sun Arise (Harry Butler, Rolf Harris) – 3:50

## Singoli
- 1970: I'm Eighteen
- 1971: Caught in a Dream

## Formazione
- Alice Cooper - voce, armonica a bocca
- Glen Buxton - chitarra
- Michael Bruce - chitarra, pianoforte, organo
- Dennis Dunaway - basso
- Neal Smith - batteria
- Bob Ezrin - tastiere in Caught in a Dream, Long Way to Go, Hallowed Be My Name, Second Coming e Ballad of Dwight Fry

## Classifiche
Album - Billboard 200 (Nord America)
| Anno | Classifica    | Posizione |
| ---- | ------------- | --------- |
| 1971 | Billboard 200 | 35        |